# Kanton Angoulême-Nord
Kanton Angoulême-Nord (fr. Canton d'Angoulême-Nord) je francouzský kanton v departementu Charente v regionu Poitou-Charentes. Je tvořen pouze severní částí města Angoulême.